# أموري سيلفا
أموري سيلفا هو لاعب كرة قدم برازيلي في مركز الهجوم، ولد في 6 مارس 1942 في ماريليا في البرازيل. لعب مع نادي فلامنغو.